# 溫布利體育館
溫布利體育館（英語：Wembley Arena）是一個位於英國倫敦溫布利的室內體育館。

## 體育比賽
1948年夏季奧林匹克運動會的拳擊、游泳、跳水和水球項目都於此舉行。1959年至2002年的年度馬展都於體育館舉行。
2012年夏季奧林匹克運動會的羽球和韻律體操項目也在此舉行。

## 演唱會
- Led Zeppelin《冬季1971英國巡迴演唱會（英语：Led Zeppelin United Kingdom Tour Winter 1971）》1971年11月20日-11月21日
- Phil Collins《Seriously, Live!世界巡迴演唱會（英语：Seriously, Live! World Tour）》1990年4月28日-5月2日
- Phil Collins《Both Sides of the World世界巡迴演唱會（英语：Both Sides of the World Tour）》1994年12月7日-12月14日
- Boyzone《Said and Done Tour: Live at Wembley》1996年7月13日
- Celine Dion《Falling into You: Around the World世界巡迴演唱會（英语：Falling into You: Around the World Tour）》1996年11月16日-11月17日
- Celine Dion《Falling into You: Around the World世界巡迴演唱會》1996年11月28日-11月29日
- 張國榮《跨越97演唱會》1997年5月11日
- 張學友《友個人99世界巡迴演唱會》1999年6月20日-6月21日
- Westlife《Where Dreams Come True世界巡迴演唱會（英语：Where Dreams Come True Tour）》2001年3月10日-3月14日
- Westlife《Where Dreams Come True世界巡迴演唱會》2001年4月12日-4月15日
- 張學友《音樂之旅世界巡迴演唱會》2002年12月17日
- Westlife《Unbreakable歐洲巡迴演唱會（英语：Unbreakable Tour）》2003年6月3日-6月5日、6月7日-6月8日
- Westlife《Turnaround歐洲巡迴演唱會（英语：Turnaround Tour）》2004年5月7日-5月9日
- Phil Collins《Finally... The First Farewell Tour 2004-2005世界巡迴演唱會》2004年6月27日
- Westlife《Number Ones世界巡迴演唱會（英语：The No 1's Tour）》2005年5月22日-5月23日
- Westlife《Face to Face世界巡迴演唱會（英语：Face to Face Tour）》2006年5月18日-5月19日
- Westlife《The Love世界巡迴演唱會（英语：The Love Tour）》2007年3月31日-4月1日
- Westlife《Back Home世界巡迴演唱會（英语：Back Home Tour）》2008年3月28日-3月29日
- Boyzone《Back Again... No Matter What歐洲巡迴演唱會（英语：Better Tour）》2008年6月1日
- Boyzone《Better歐洲巡迴演唱會（英语：Better Tour）》2009年5月29日-5月30日
- Taylor Swift《Fearless 無懼的愛巡迴演唱會（英语：Fearless Tour）》2009年11月23日
- Lily Allen《It's Not Me, It's You世界巡迴演唱會（英语：It's Not Me, It's You World Tour）》2010年9月10日，為此輪世界巡迴演唱會的最後一場
- Boyzone《Brother歐洲巡迴演唱會（英语：Brother Tour）》2011年2月26日
- Westlife《Gravity世界巡迴演唱會（英语：Gravity Tour）》2011年3月27日
- 蔡依林《Myself世界巡迴演唱會》2012年10月21日
- 蕭敬騰《有一種精神叫蕭敬騰－世界巡迴演唱會》2012年11月23日
- 五月天《只要搖滾！就是世界巡迴演唱會》《Just Rock It！Is World Tour》 2012年3月27日
- 梁靜茹《愛的那一頁世界巡迴演唱會》2013年1月25日
- Super Junior《Super Show 5》2013年11月9日
- Boyzone《BZ20 20周年世界巡迴演唱會（英语：BZ20 Tour）》2013年12月21日
- 五月天《諾亞方舟世界巡迴演唱會》《NOW-HERE World Tour》「明日重生版」 2014年2月21日 2014 首度歐陸巡演 2014首場諾亞方舟世界巡迴演唱會 原訂為2013年9月19日，後因颱風延期
- 林俊傑《時線Timeline世界巡迴演唱會》2014年2月16日
- 郭富城《舞臨盛宴世界巡迴演唱會》2014年10月27日
- 鄧紫棋《G.E.M. X.X.X. Live 世界巡迴演唱會（終點站）》2015年11月22日
- BABYMETAL《BABYMETAL WORLD TOUR 2016 kicks off at THE SSEARENA WEMBLEY！！》2016年4月2日
- 鄭秀文《Touch Mi 鄭秀文世界巡迴演唱會-倫敦站》2016年5月31日
- 梁靜茹《你的名字是愛情世界巡迴演唱會》2016年10月25日
- X Japan 《X JAPAN LIVE AT WEMBLEY ARENA》2017年3月4日
- 周杰倫《地表最強世界巡迴演唱會》2017年3月17日-3月18日
- G-Dragon《母胎世界巡迴演唱會》2017年9月24日
- 張學友《A CLASSIC TOUR 學友.經典世界巡迴演唱會》2018年11月23日
- Boyzone《Thank You & Goodnight世界巡迴演唱會（英语：Thank You & Goodnight Tour）》2019年2月16日
- 薛之謙《摩天大樓世界巡迴演唱會》2019年3月10日
- BLACKPINK《BLACKPINK 2019 World Tour「In Your Area」》2019年5月22日
- MONSTA X 《2019 MONSTA X WORLD TOUR ＜WE ARE HERE.＞》2019年7月9日
- THE BOYZ 《THE BOYZ WORLD TOUR : THE B-ZONE》2022年6月20日
- RubberBand 《RubberBand Ciao World Tour 2023》2023年3月24日
- 林俊傑 《JJ20世界巡迴演唱會》2023年4月30日-5月2日，为首位在此连开3场的华人歌手。
- Red Velvet 《Red Velvet 4th Concert "R to V" 》2023年6月6日
- 方皓玟 《HOW ARE YOU LONDON演唱會》2023年10月30日[1]

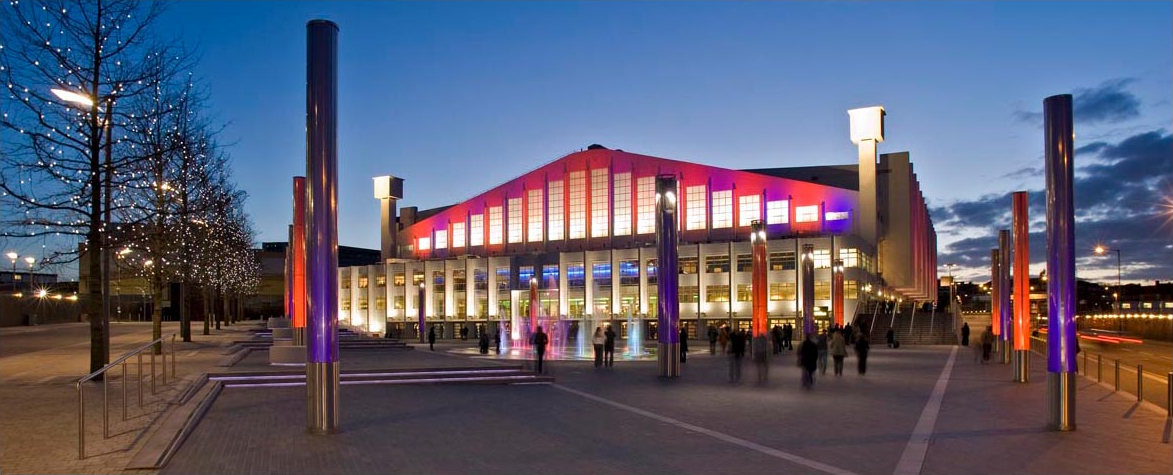
傍晚景色

- 薛之謙《天外来物世界巡回演唱会》2023年11月19日
- 李荣浩《纵横四海世界巡迴演唱會》2024年3月27日
- 張惠妹《ASMR世界巡迴演唱會》2024年4月10日
- ITZY《ITZY 2ND WORLD TOUR "BORN TO BE"》2024年4月24日
- Twins《Twins SPIRIT Since 2001 Live》Twins SPIRIT世界巡迴演唱會2024年12月20日
- 邓紫棋《G.E.M. I AM GLORIA 世界巡回演唱会》邓紫棋 I Am Gloria世界巡回演唱会2025年1月24日
- 陳卓賢《IAN CHAN "TEARS" IN MY SIGHT SOLO CONCERT TOUR 2025》2025年3月12日
- 蘇打綠《二十年一刻巡迴演唱會》2025年4月20日